# Trautvetteria
Trautvetteria är ett släkte av ranunkelväxter. Trautvetteria ingår i familjen ranunkelväxter.
Kladogram enligt Catalogue of Life:
| Trautvetteria | \| \| Trautvetteria carolinensis \| \| \| \| \| \| Trautvetteria palmata \| \| \| \| |
|               | \| \| Trautvetteria carolinensis \| \| \| \| \| \| Trautvetteria palmata \| \| \| \| |
|               | Trautvetteria carolinensis                                                           |
|               |                                                                                      |
|               | Trautvetteria palmata                                                                |
|               |                                                                                      |

## Bildgalleri

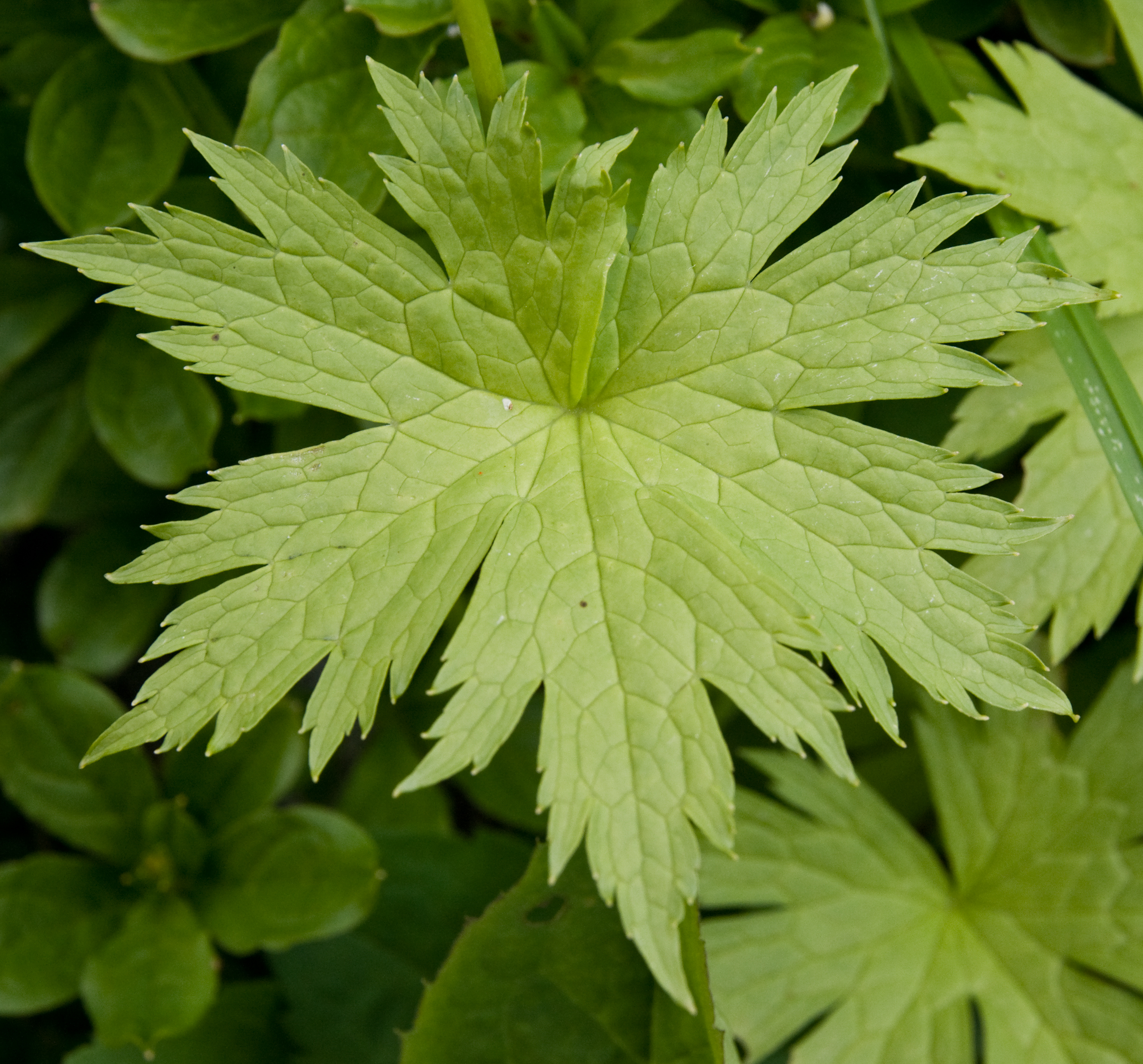